# TV8 (Italie)
Pour les articles homonymes, voir TV8.
TV8 est une chaîne de télévision italienne. Elle est disponible gratuitement sur le canal 8 de la TNT italienne.

## Histoire
La chaîne est créée le 18 février 2016. 
La chaîne se dote de nouveaux jingles le 8 janvier 2018. Sur fonds blancs ou noirs avec au centre le slogan de la chaîne, on y voit de fines lignes multicolores formant une vague, avant de former le logo de la chaîne.